# الحرجة قبلي
قرية الحرجة قبلي هي إحدى القرى التابعة لمركز البلينا بمحافظة سوهاج في جمهورية مصر العربية. حسب إحصاءات سنة 2006، بلغ إجمالي السكان في الحرجة قبلي 10611 نسمة، منهم 5280 رجل و5331 امرأة.